# Philibert Delorme
Pour les articles homonymes, voir Delorme.
Philibert de l'Orme, ou Delorme, né à Lyon vers 1514 et mort le 8 janvier 1570 à Paris, est un architecte français de la Renaissance.

## Biographie

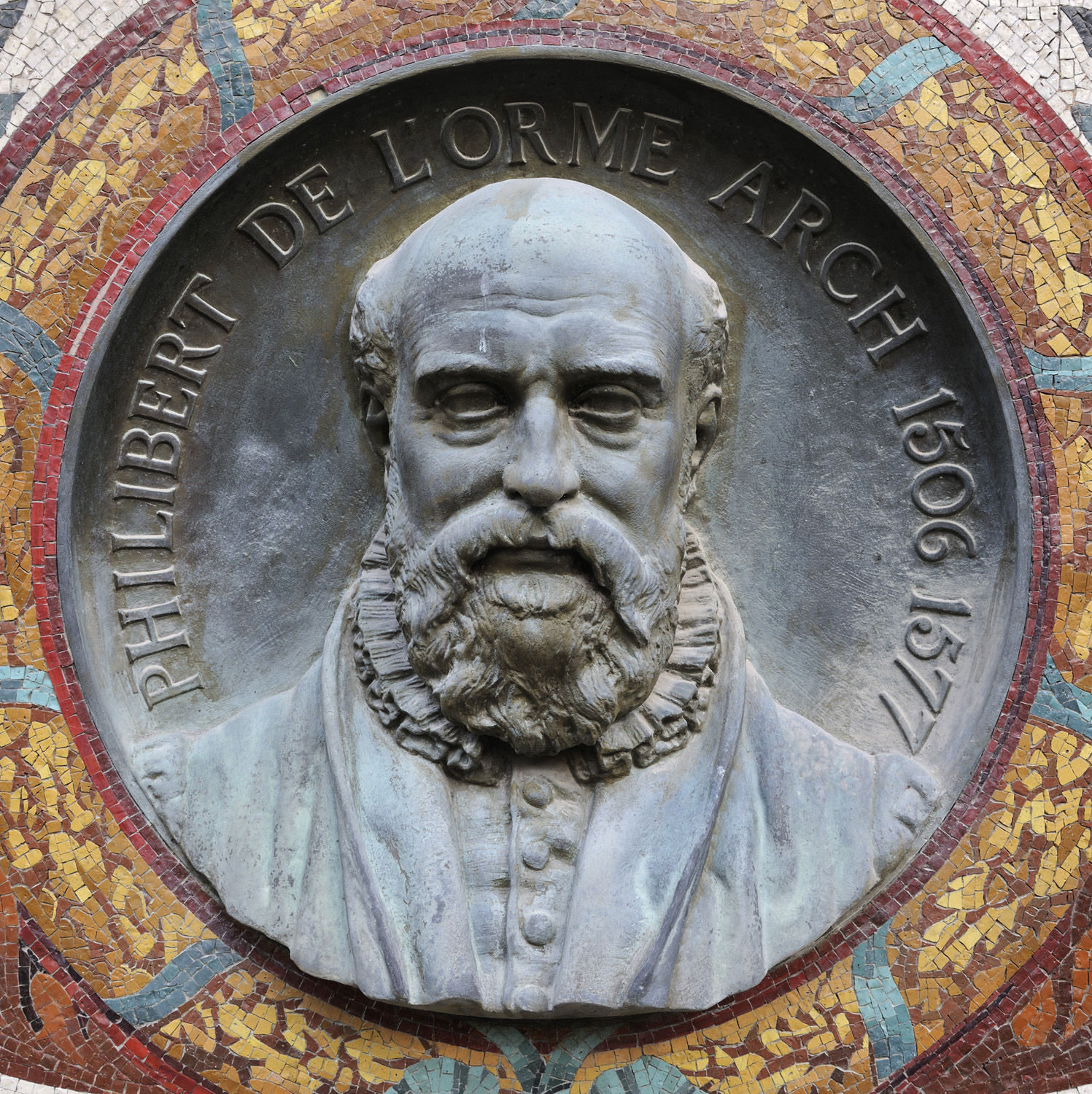
Médaillon de bronze à l'effigie de Philibert de l'Orme, par Étienne Pagny, au musée des beaux-arts de Lyon.

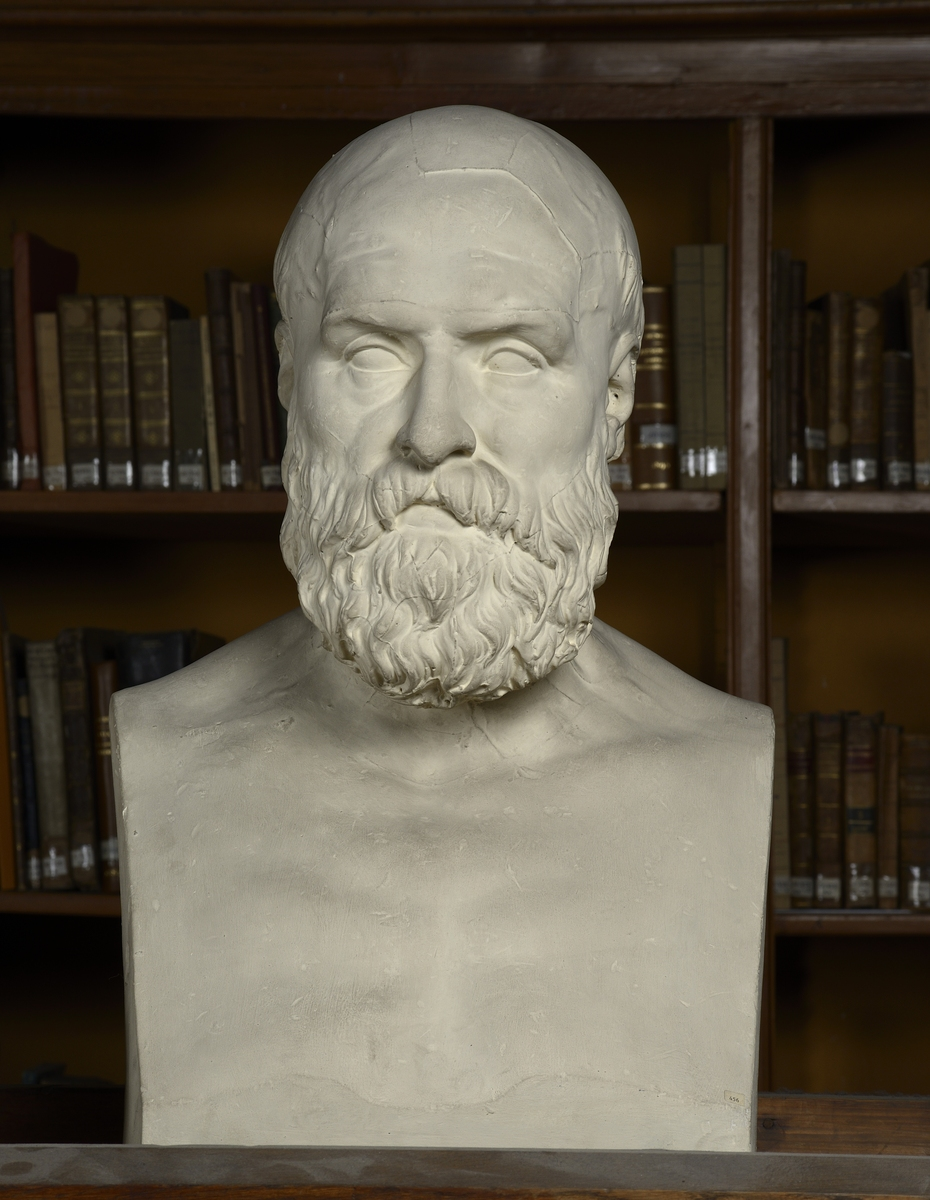
Philibert de l'Orme par Jean-François Legendre-Héral, 1823, plâtre, musée des beaux-arts de Lyon.

Il naît en 1514 (son horoscope apparaît dans les bandeaux de la première édition de son traité en 1567) dans une famille de maîtres maçons ; son père, Jehan Delorme, aurait participé à la reconstruction de l'église des Carmes. On ne connait aucune information sur sa jeunesse et sa formation initiale. Il est probable qu'il ait suivi les traces de son père, notamment sur les travaux de construction des remparts de la ville.

### Voyage en Italie
De 1533 à 1536, il séjourne à Rome où il acquiert un solide savoir technique et une bonne connaissance archéologique. Il côtoie le milieu érudit de la ville et se lie avec le cardinal Jean du Bellay (ambassadeur de France à Rome) et le futur pape Jules III.

### Retour à Lyon

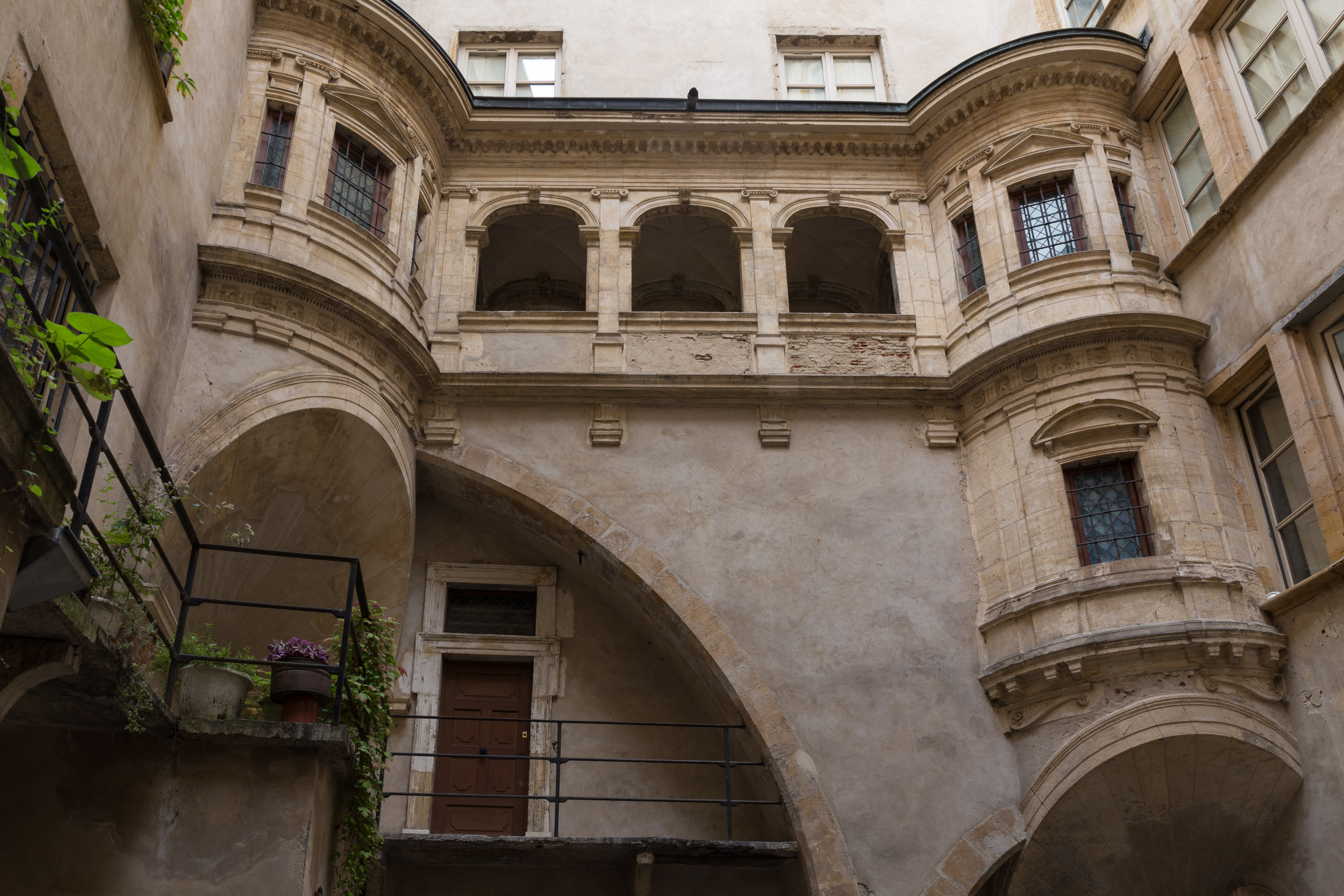
Galerie De l'Orme de l'hôtel de Bullioud, rue Juiverie, Lyon.

En 1536, il est de retour à Lyon et un ami du cardinal du Bellay, le marchand Bullioud, lui confie la tâche de réunir trois corps de bâtiment indépendants entourant une petite cour, qu'il possède rue Juiverie. Cette réalisation est l'un des rares témoignages qui permettent de juger de ce que le jeune architecte a pu retenir de son voyage romain. Il crée donc une galerie à trois baies en anse de panier voûtées d'arêtes reposant sur deux trompes. Son traitement des ordres est déjà assez assuré, s'inspirant autant des monuments antiques que des réalisations de la Renaissance. On remarque d'ailleurs qu'il s'inspire plus des pratiques romaines que des traités théoriques, en particulier de Vitruve, qu'il ne connaît pas encore. Cela indique donc un apprentissage traditionnel, par l'observation, plutôt que théorique. Le résultat tranche nettement avec la production française contemporaine.
On lui attribue également quelques autres réalisations lyonnaises mineures, mais il ne reste pas longtemps dans sa ville natale.

### Travaux pour Jean du Bellay
Son ami le cardinal lui confie entre 1541 et 1544 la conception de son château de Saint-Maur-des-Fossés. Manifeste de la Renaissance française, il s'agit d'un quadrilatère inspiré des villas italiennes.

### Son parcours à la cour de France
Jean du Bellay fait connaître Delorme à la cour de François Ier et d'Henri II. Ce château suscite l’intérêt et Delorme attire l’attention du roi. Courtisan avisé, il parvient à se faire doter des revenus de plusieurs abbayes. Parmi elles, l'abbaye Saint-Serge d'Angers dont il portera le plus ordinairement le titre d'abbé dans les derniers temps de sa vie. Il obtient finalement le titre de surintendant des bâtiments du roi. Il rencontre, par l'intermédiaire de son frère Jean Delorme, alors contrôleur général des « Bâtiments de France », l'architecte angevin de la Renaissance Jean Delespine. Tous les chantiers d'envergure, de 1545 à 1557, ont vu passer Delorme, ou ont été dirigés par lui. Lors de la construction du château de Fontainebleau, il collabore avec Le Primatice, Nicolò dell'Abbate et Scibec de Carpi (en).
Philibert Delorme donne pour Henri II les plans des châteaux d'Anet et de Meudon.

### Disgrâce et fin de vie
Ses prétentions et sa vanité lui attirent de lourdes inimitiés, dont celles de Pierre de Ronsard ou Bernard Palissy. À la mort d'Henri II, il tombe en disgrâce, accusé de malversations. Il passe le reste de son existence à rédiger des traités théoriques et entame la rédaction d'une somme de l’architecture. Il a publié un Traité complet de l'art de bâtir, suivi des Nouvelles inventions pour bien bâtir et à petits frais, Paris, 1561. Le premier tome de sa somme d'architecture est publié en 1567. Delorme n'ira pas au-delà.
Sur la fin de sa vie, il retrouve le chemin de la cour, la régente Catherine de Médicis lui confiant la tâche de tracer le palais des Tuileries.

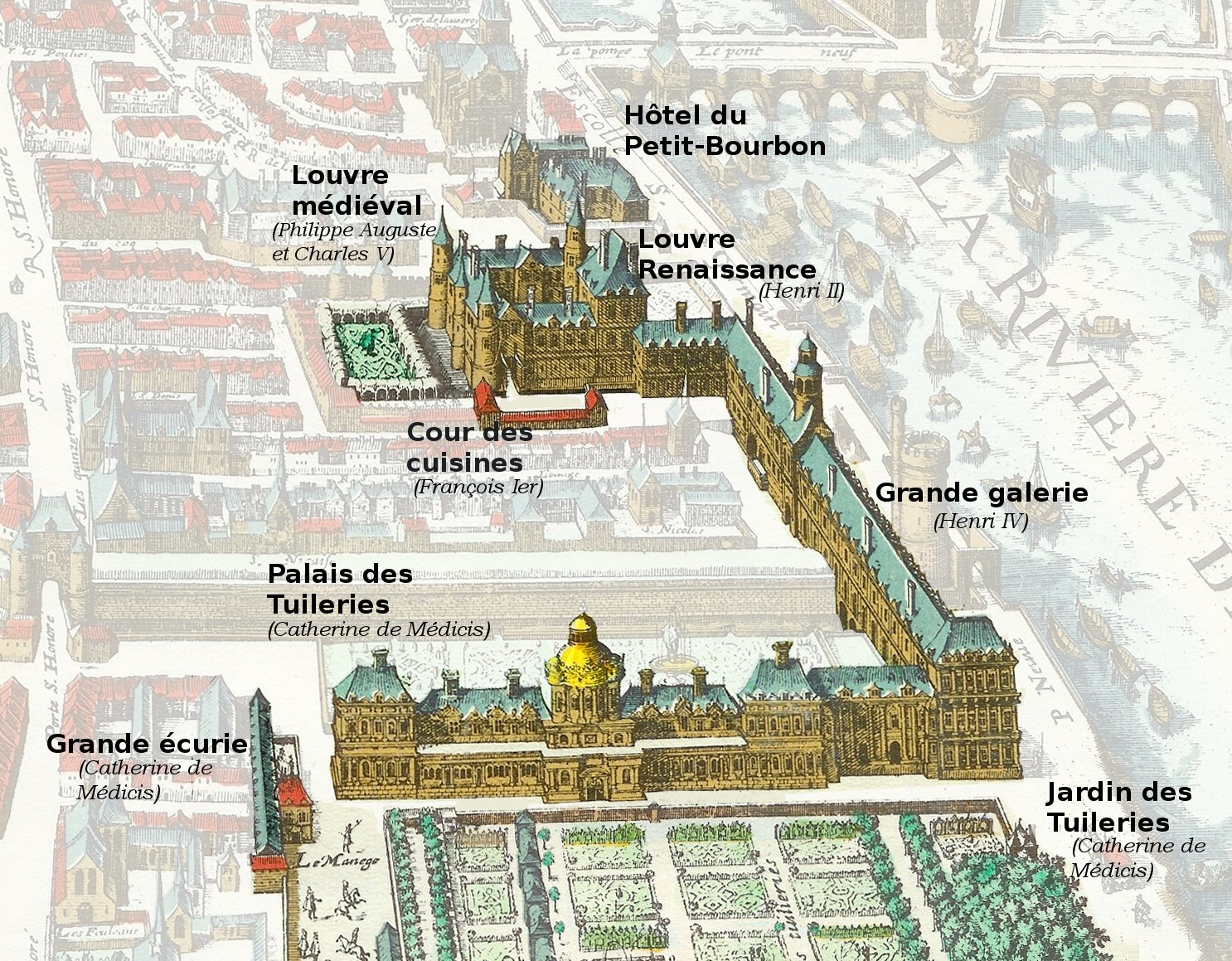
Les palais du Louvre et des Tuileries sur le plan de Mérian (1615).

## Style

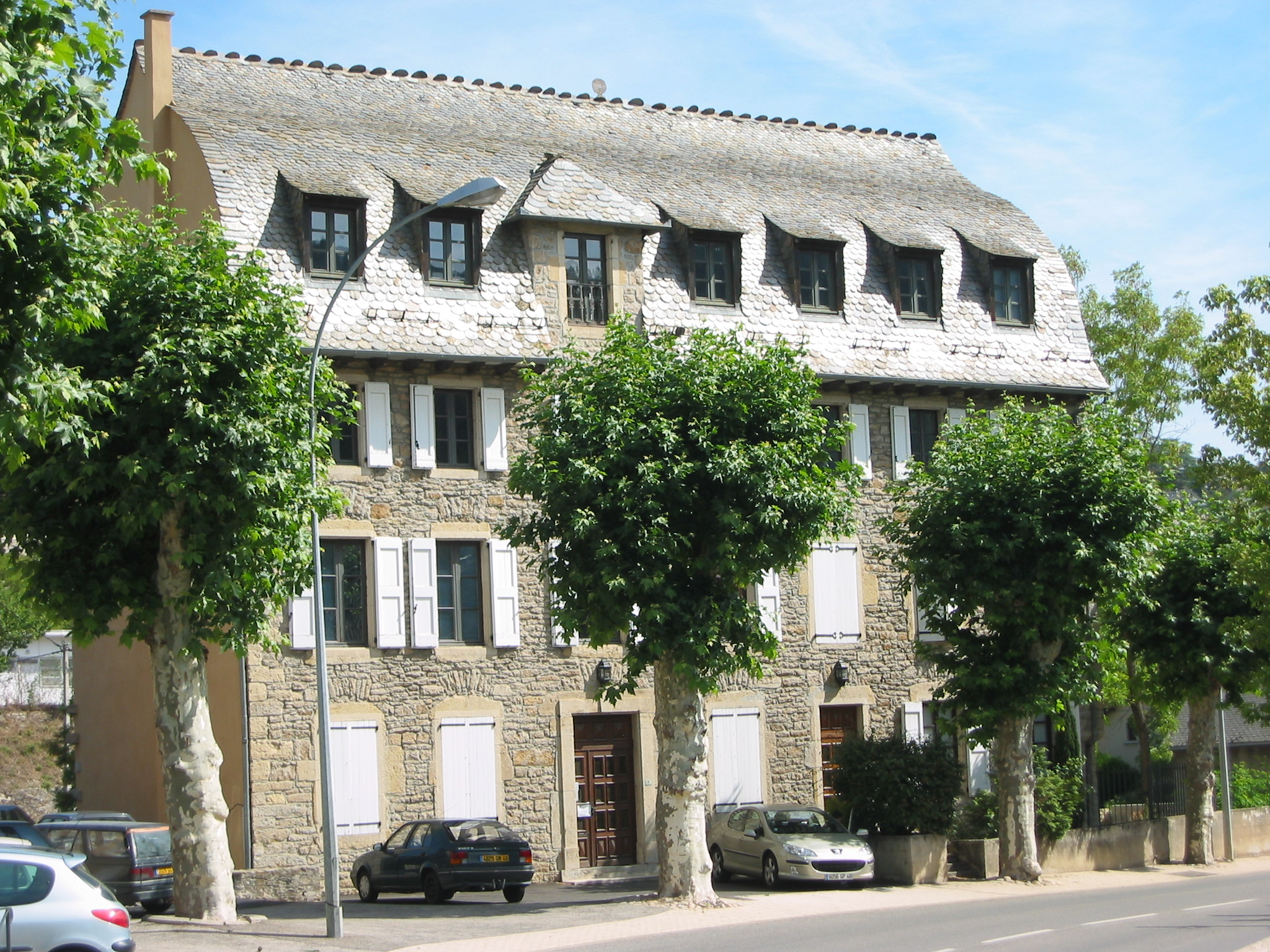
Exemple de toit en carène.

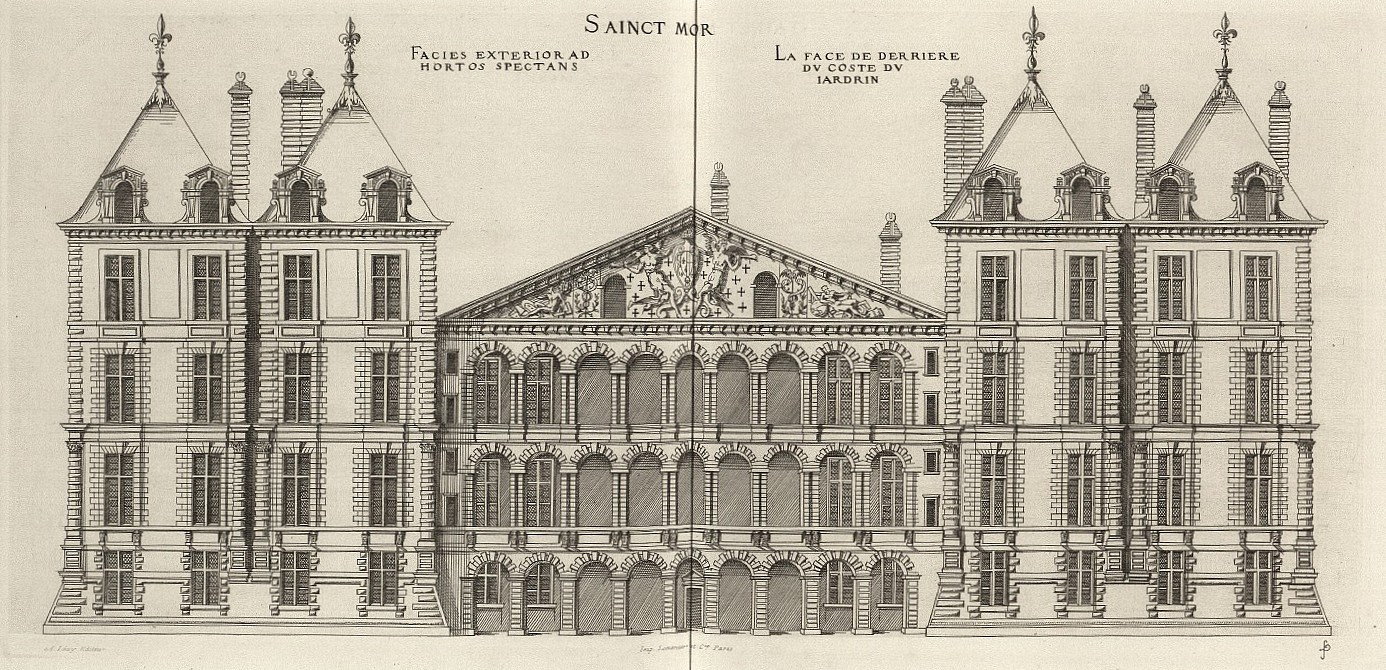
Château de Saint-Maur fin XVIe siècle.

Enthousiaste de l'architecture antique, Philibert Delorme s'efforce de l'adapter au climat et aux mœurs de la France de la Renaissance. Il est le premier à porter le titre d'« architecte du roi » sous Henri II. Selon Arlette Jouanna, il a fait « passer l'architecte du statut d'ouvrier à celui d'artiste »[réf. souhaitée]. Delorme rompt avec la tradition des maîtres maçons constructeurs des cathédrales, qui ont tout appris sur les chantiers. Il incarne la figure de l'architecte de la Renaissance, porteur d’une culture savante.
Il s'est aussi distingué comme inventeur, vers 1550, de la technique de construction des toits en carène, dite également charpente « à petits bois », technique largement répandue dans plusieurs régions françaises, par exemple en Lozère autour de Mende. Cette technique a également été utilisée dans un des bâtiments de Mont-Dauphin.
Il est aussi l'initiateur de l'assemblage de bois pour fabriquer de grandes pièces de bois, poutres en lamellé. Plus tard, cette technique aboutira à la charpente en lamellé-collé.

## Réalisations
- Château de Fontainebleau ;

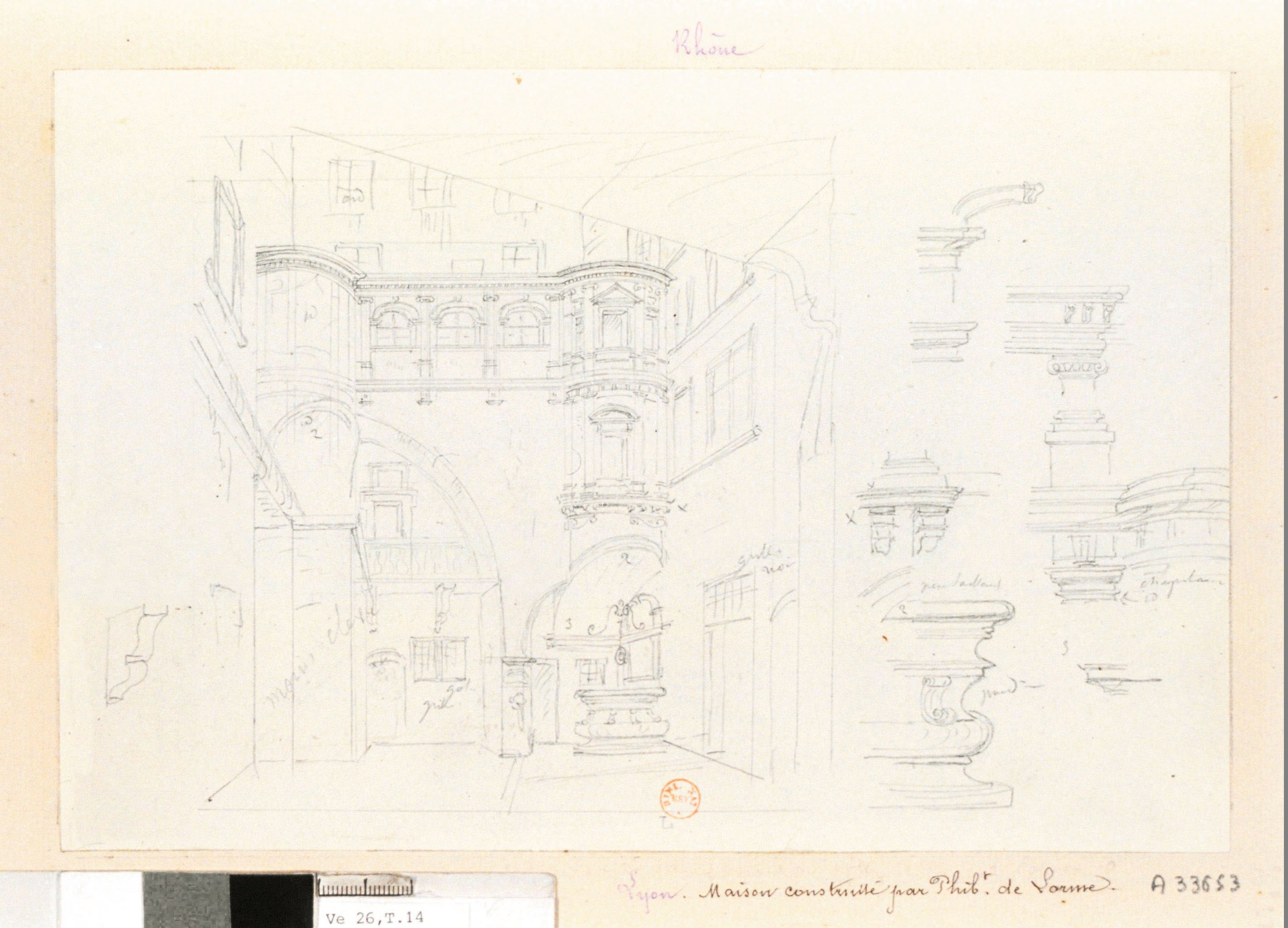
Croquis de la galerie de l'hôtel Bullioud.

- La galerie de l'hôtel de Bullioud (1536), rue Juiverie à Lyon à la suite de son voyage en Italie ;
- Château de Saint-Maur (1541), détruit en 1796 ;
- Tombe de François Ier dans la basilique Saint-Denis (1547) ;
- Château d'Anet (1547-1555), construit pour Diane de Poitiers et dont il ne reste qu'une aile ;
- Attribution (ancienne mais non documentée) des plans de la chapelle Saint-Éloi, à Paris (1550-1566), dont il ne reste qu'une partie de la façade ;
- Attribution de la façade du bâtiment de la vicomté du duché d'Uzès, premier duché de France ;
- Achèvement de la Sainte-Chapelle du château de Vincennes (1552) ;
- Château de Villers-Cotterêts, la partie sud (années 1547-1559) ;
- Chapelle du château de Villers-Cotterêts (années 1552-1553) ;
- Communs du château de Noyen (1554-1556) - Ancien haras royal d'Henri II, corps de logis du XVIIIe siècle ; seuls les communs subsistent ;
- Château royal de Saint-Léger-en-Yvelines (détruit) ;
- Château de Montceaux ;
- Le pont sur lequel a été réalisé le château de Chenonceau ;
- Une partie du Louvre ;
- Une partie du Château-Neuf de Saint-Germain-en-Laye ;
- Un portail d'entrée du château d'Écouen : l'aile concernée a cependant été détruite en 1787 et il n'en reste que quelques vestiges exposés à l'intérieur du château. Le reste du palais est de l'architecte Jean Bullant ;
- Toiture des tourelles du château de Bonnemare;
- Salle de bal du château de Limours.

## Ses écrits sur l'architecture
Philibert Delorme est un théoricien de l'architecture dont les écrits ont eu une grande importance dans l'histoire de l'architecture française.
- Les Nouvelles Inventions pour bien bastir et a petits frais  (1561) ;
- Le Premier Tome de l'Architecture  (1567) et  (1576).

Le Premier tome de l'Architecture est un ouvrage publié à Paris chez Fédéric Morel en 1567. De format in-folio, il contient 283 folios, sans le folio 248, une épître dédicatoire et une table. Après plusieurs années passées au service de Henri II et de Catherine de Médicis, Philibert Delorme tombe en disgrâce et n'obtient plus de commandes royales. Il poursuit alors sa vie à écrire des traités d'architecture dans une somme ambitieuse dont cet ouvrage est le premier tome, mais qu'il n'aura pas le temps d'achever. L'ouvrage contient un grand nombre de gravures dont l'Allégorie du bon architecte.

## Iconographie
- Médaille à l'effigie de Philibert Delorme, exécutée par Jacques-Édouard Gatteaux en 1813. Un exemplaire en est conservé au musée Carnavalet (ND 0316) ;
- Sculpture par Jean-François Legendre-Héral, conservée au Musée des beaux-arts de Lyon, (1828).
- Portrait de Philibert Delorme réalisé par le sculpteur Guillaume Bonnet en 1858[7].

## Bâtiments portant son nom
- Le centre de Formation du Bâtiment et des Travaux Publics, BTP CFA Rhône - Philibert de l'Orme (69 - Dardilly en région lyonnaise)
- Lycée des métiers du bâtiment_Philibert de l'orme (28 - Lucé)
- Le Lycée Philibert-Delorme de L'Isle d'Abeau (38 - Isère)

#### Ouvrages biographiques spécialisés
- F. Lemerle & Y. Pauwels, Philibert De L'Orme (1514-1570). Un architecte dans l'histoire: Arts - Sciences - Techniques (= Études Renaissantes 17), Turnhout: Brepols Publishers, 2016,  (ISBN 978-2-503-56560-6);
- Yves Pauwels, " Philibert De l'Orme, Lyonnois, architecte », S. Ramond et L. Virassamynaïken, Lyon Renaissance. Art et humanisme, Paris, Musée des Beaux-Arts de Lyon / Somogy, 2015, p. 198-203.
- Anthony Blunt, Philibert De L'Orme, Londres, 1958 ; trad. française, Paris, 1963.
- Boudon, Françoise, Blécon, Jean, Philibert Delorme et le château royal de Saint-Léger-en-Yvelines, Éditions Picard, Paris, 1985 ;
- Potié, Philippe, Philibert de l'Orme. Figures de la pensée constructive, Parenthèses, Marseille, 1996 ;
- Yves Pauwels, « Les Français à la recherche d’un langage. Les ordres hétérodoxes de Philibert De L'Orme et Pierre Lescot », Revue de l'Art, 112, 1996, p. 9-15 ;
- M. Morresi, « Philibert de l'Orme. Le patrie della lingua », in A. Blunt, Philibert de l'Orme, Milan, Electa, 1997, p. 159-193 ;
- Giuseppe Fallacara Concetta Cavallini, Le nouvelles inventions di Philibert de l'Orme, 2009 ;
- Jean-Marie Pérouse de Montclos, Philibert De l'Orme Architecte du roi (1514-1570), Mengès, Paris, 2000.
- Henri Clouzot, Philibert de l'Orme, col. Les Maîtres de l'Art, Plon-Nourrit et Cie, Paris, 1910, Lire en ligne.
- Henri Clouzot, Philibert de l'Orme, grand architecte du roi Mégiste, dans Revue du seizième siècle 1re partie, 1916, p. 143-161, 2e partie, 1917, p. 75-81

#### Ouvrages de contexte
- Léon Charvet, Lyon artistique. Architectes : notices biographiques et bibliographiques avec une table des édifices et la liste chronologique des noms, Lyon, Bernoux et Cumin, 1899, 436 p. (lire en ligne), p. 275 à 298 ;
- J.-M. Pérouse de Montclos, L’architecture à la française. Du milieu du XVe siècle à la fin du XVIIIe siècle, Paris, Picard, 2011 (1re éd. : Paris, 1982) ;
- Yves Pauwels, L'architecture au temps de la Pléiade, Monfort, Paris, 2002 ;
- Yves Pauwels, Aux marges de la règle. Essai sur les ordres d’architecture à la Renaissance, Wavre, Mardaga, 2008 ;
- Yves Pauwels, L’architecture et le livre en France à la Renaissance : « une magnifique décadence » ?, Paris, Classiques Garnier, coll. « Arts de la Renaissance », 2013.
- Maurice Roy, Collaboration de Philibert de Lorme aux préparatifs de l'entrée de Henri II à Paris et du sacre de Catherine de Médicis en 1549, p. 209-223, dans Revue du seizième siècle, 1917 (lire en ligne)

#### Études sur ses écrits
- Philibert de l'Orme, Traité d'architecture... , présentés par Jean-Marie Pérouse de Montclos, Paris, L. Laget, 1988. (Réunit les reprod. en fac-sim. de : "Inventions pour bien bastir et à petits fraiz", Paris, F. Morel, 1561 et "Premier tome de l'architecture", Paris, F. Morel, 1567.)
- J.-M. Pérouse de Montclos, « Les éditions des traités de Philibert De L'Orme au XVIIe siècle », J. Guillaume (éd.), Les traités d’architecture à la Renaissance, Paris, Picard, 1988, p. 355-366.
- Yves Pauwels, « Philibert De L'Orme et Cesare Cesariano : le "piédestal dorique" du Premier Tome de l'Architecture », Revue de l'Art, 91, 1991, p. 39-43 ;
- Yves Pauwels, « Les antiques romains dans les traités de Philibert De L'Orme et Jean Bullant », Mélanges de l'École française de Rome - Italie et Méditerranée, 106, 1994-2, p. 531-547 ;
- Pierre Mardaga Architecture de Philibert de l'Orme: Œuvre entière contenant onze livres 1995 ;
- A. Ceccarelli Pellegrino, Le "bon architecte" de Philibert De L'Orme. Hypotextes et anticipations, Paris/Fassano, Schena/Nizet, 1996 ;
- Archives Royales de Chenonceau. Lettres et Devis de P. de l'Orme, 2010 ;
- Mélanie Lebeaux, « La stéréotomie en Périgord à la Renaissance : un exemple de persistances architecturales reprises par la tratadistique française du XVIe siècle. », Les Cahiers de Framespa [En ligne], 5 | 2010, mis en ligne le 13 mai 2010, consulté le 12 novembre 2015. URL : http://framespa.revues.org/107
- Yves Pauwels, L’architecture et le livre en France à la Renaissance : « Une magnifique décadence » ?, Paris, Classiques Garnier, 2013, p. 123-127, 175-189, 221-238.

#### Sources primaires
- (fro) Philibert Delorme, Le premier tome de l'architecture de Philibert Delorme, conseillier et aumosnier ordinaire du Roy, & Abbé de Saint-Serge lez Angiers., t. I, Paris, rue Saint-Jean de Beauvais, Fédéric Morel, 1567, 591 p. (présentation en ligne).